# Carburo di zirconio
Il carburo di zirconio (ZrC) è un materiale ceramico refrattario estremamente duro, commercialmente utilizzato nelle punte per utensili da taglio. Di solito viene elaborato mediante sinterizzazione.

## Proprietà
| Coefficienti di dilatazione termica del ZrC | Coefficienti di dilatazione termica del ZrC |
| T                                           | αV                                          |
| ------------------------------------------- | ------------------------------------------- |
| 100 °C                                      | 0,141                                       |
| 200 °C                                      | 0,326                                       |
| 400 °C                                      | 0,711                                       |
| 800 °C                                      | 1,509                                       |
| 1200 °C                                     | 2,344                                       |

Ha l'aspetto di una polvere metallica grigia con struttura cristallina cubica con costante di reticolo a = 4,6974 Å ed è altamente resistente alla corrosione. Ha simbolo di Pearson cF8 e possiede gruppo spaziale Fm3m (gruppo n° 225). Questo carburo di metallo di transizione interstiziale del gruppo IV è anche un membro delle ceramiche ultra refrattarie (UHTC). A causa della presenza di legami metallici, il carburo di zirconio ha una conducibilità termica di 20,5 W/m•K e una conduttività elettrica (resistività ~43 μΩ•cm), entrambe simili a quella del metallo zirconio. Il forte legame covalente Zr-C conferisce a questo materiale un punto di fusione molto elevato (~3530 °C), un modulo di elasticità elevato (~440 GPa) e una altrettanto elevata durezza (25 GPa). Il carburo di zirconio ha densità inferiore (6,73 g/cm3) rispetto ad altri carburi come il carburo di tungsteno (WC) (15,8 g/cm3), il carburo di tantalio (TaC) (14,5 g/cm3) o il carburo di afnio (HfC) (12,67 g/cm3). Il carburo di zirconio sembra adatto per l'uso in veicoli di rientro, motori a razzo/scramjet o veicoli supersonici in cui le capacità di carico a bassa densità e ad alte temperature sono requisiti essenziali.
Come la maggior parte dei carburi dei metalli refrattari, il carburo di zirconio è sub-stechiometrico, cioè contiene vacanze di carbonio. A contenuti di carbonio superiori a circa ZrC0,98 il materiale contiene carbonio libero. Il carburo di zirconio è stabile per un rapporto carbonio-metallo compreso tra 0,65 e 0,98.
I carburi metallici del gruppo IVA, il carburo di titanio (TiC), il carburo di zirconio e il carburo di silicio (SiC) sono praticamente inerti all'attacco di acidi forti acquosi (come l'acido cloridrico - HCl) e basi forti acquose (come l'idrossido di sodio - NaOH) anche a 100'C, tuttavia il carburo di zirconio reagisce con acido fluoridrico (HF).
La miscela di carburo di zirconio e carburo di tantalio è un importante materiale cermet.

## Usi
Il carburo di zirconio e il carburo di niobio privi di afnio possono essere utilizzati come rivestimenti refrattari nei reattori nucleari. A causa di una bassa sezione d'urto di assorbimento dei neutroni e della debole sensibilità ai danni sotto irraggiamento, trova impiego come rivestimento di particelle di diossido di uranio (UO2) e diossido di torio (ThO2) del combustibile nucleare. Il rivestimento viene solitamente depositato mediante deposizione chimica da vapore in un reattore con letto fluidizzato. Ha anche un'elevata emissività e un'elevata capacità di corrente a temperature elevate, il che lo rende un materiale promettente per l'uso in radiatori termo-fotovoltaici e per punte e array di emettitori di campo.

## Produzione
Il carburo di zirconio può essere fabbricato in diversi modi. Un metodo è la reazione carbotermica della zirconia mediante grafite e ciò si traduce in una polvere. Il carburo di zirconio densificato può quindi essere prodotto sinterizzando la polvere di carburo di zirconio a una temperatura superiore ai 2000 °C. La pressatura a caldo del carburo di zirconio può abbassare la temperatura di sinterizzazione e di conseguenza aiuta a produrre carburo di zirconio a grana fine completamente densificata. La sinterizzazione con plasma a scintilla è stata utilizzata anche per produrre carburo di zirconio completamente densificato
Il carburo di zirconio può anche essere fabbricato mediante lavorazione basata su soluzione. Ciò si ottiene facendo rifluire un ossido metallico con acetilacetone.
Un altro metodo di fabbricazione è la deposizione chimica da vapore. Ciò si ottiene riscaldando una spugna di zirconio e analizzando il gas alogenuro attraverso di essa.
La scarsa resistenza all'ossidazione oltre gli 800 °C limita le applicazioni del carburo di zirconio. Un modo per migliorare la resistenza all'ossidazione del carburo di zirconio è realizzare compositi. Importanti compositi proposti sono il composito ZrC-ZrB2 e ZrC-ZrB2-SiC. Questi compositi possono funzionare fino a 1800 °C. Un altro metodo per migliorare questo processo è utilizzare un altro materiale come strato barriera come nelle particelle di carburante TRISO.